# 第百一号型輸送艦
第百一号型輸送艦（だいひゃくいちごうがたゆそうかん、第101号型輸送艦、旧字体：第百一號型輸送艦）は、日本海軍の輸送艦の艦級（クラス）。砂浜に接岸して船首の渡し板から部隊を上陸させる、戦車揚陸艦の一種にあたるものである。

## 艦級名について
1943年（昭和18年）度に計画され、日本海軍では当初特設輸送艦（とくせつゆそうかん）であり、後に艦艇類別等級別表に移されてからは第百一号型が艦型名として新設され、二等輸送艦（にとうゆそうかん）に類別された。どちらも本級のために作られ、本級しか存在しない艦種であったため、単に二等輸送艦と呼ばれることもあった。日本海軍の定めた艦艇類別等級では第百三号型は存在しない。
本型は当初、本来予定していたタービン機関の製造が間に合わなかったことから、初期生産艦の6隻はディーゼル機関を装備し、要目や煙突周辺の外観がディーゼル装備艦とタービン装備艦とでは異なる。
そのため、太平洋戦争後に刊行された書籍ではディーゼル装備艦を第百一号型、本来のタービン装備艦を第百三号型（だいひゃくさんごうがた、第103号型）として区別することが多い。
一部が陸軍にも機動艇（陸軍輸送艇）として供給され、主に海軍が設計建造をする戦車運搬艦の意味でSB艇（Sは戦車（sensha）のS、Bは海軍の意味）と呼称された。ディーゼル艦はSB艇DやSB艇（D）、タービン艦がSB艇TやSB艇（T）と呼ばれた。

## 概要

### 建造経緯
太平洋戦争勃発後、ガダルカナル島の戦いなどで前線への輸送任務の困難を感じた日本海軍は、敵の制空権下を高速で突破できる専用輸送艦の開発に着手した。その中で、戦車などの車両を急速に揚陸させられる輸送艦として開発されたのが、本型こと二等輸送艦である。機能的には戦車揚陸艦の一種であるが、上陸作戦用の揚陸艦というよりは、味方地上部隊への補給物資や増援部隊の高速輸送が本来の任務であった。
基本設計のみ艦政本部が行い、詳細設計は呉海軍工廠に一任する方式がとられた。設計にあたっては、ドイツから1943年に提供された、イギリス軍の戦車揚陸艇LCT-Mk.5(en)の図面も参考にされた。1943年9月に建造が正式決定された。
なお、戦車揚陸艦の開発については大発動艇（上陸用舟艇）や神州丸・あきつ丸（強襲揚陸艦、特殊船）に代表される様に、上陸作戦用の支援艦艇の開発に早くから理解のあった陸軍が先行しており、1942年（昭和17年）4月には試作第一号艇「蛟竜」を竣工し機動艇（SS艇）として開発・実用化されていた。

### 運用推移
昭和十八年度戦時建造計画（マル戦計画）において当初63隻の建造が計画。1944年（昭和19年）2月1日には特設軍艦に特設輸送艦の類別が追加され、2月5日に第百一号から第百六十三号特設輸送艦として命名、所管鎮守府が仮定された。特設輸送艦（雑用）として類別されており。その後順次竣工し、所管する鎮守府が定められ、戦線に送られた。輸送艦長にはほとんどが予備士官を当てられた。なお特設輸送艦は特務艦（運送艦）、特設運送艦、特設運送船と同じく補給部隊編成表に掲載されていたが、実際の配属は連合艦隊もしくは北東方面艦隊であった。6月1日には24隻が仮定の所管を解かれ、陸軍に配分された。特設輸送艦としては最終的に呉鎮守府に12隻（うち3隻戦没）、佐世保鎮守府に12隻（うち2隻戦没）が所管された。
同年9月5日、艦艇類別等級別表の輸送艦の項にある輸送艦一等第一号型の次に二等第百一号型が加えられ、第百一号から第百六十一号輸送艦と改名、戦没により所管を解かれた3隻を除く39隻が艦艇のうち輸送艦として類別された。内訳としては、各鎮守府に所管された20隻が解所管、未成の9隻も仮定所管を解かれ、特設輸送艦29隻は全て輸送艦となった。また陸軍からは竣工済みで実戦配備されていた陸軍輸送艇第千五百六号から第千五百八号および第千五百四十四号の4隻が海軍へ返還され、第百六号から第百八号および第百五十四号輸送艦と改名、同日に竣工した1隻および未成の5隻も含め計10隻が海軍へ返還された。
一方で未成の特設輸送艦のうち第百四十五号から第百四十八号、第百六十二号、第百六十三号特設輸送艦の6隻は命名を取りやめ、陸軍へ移管された。しかしこの内、1945年（昭和20年）1月25日には第百四十五号から第百四十七号輸送艦の3隻が海軍に返還されている。
9月5日以後、特設輸送艦（雑用）として類別される艦は無くなり、海軍に配分されたものは全て第百一号型輸送艦として類別された。その後海軍には7隻、陸軍には5隻が追加で建造されたが、全75隻のうち最終的に6隻が未成のまま終わった。

## 計画
1943年（昭和18年）6月に軍令部からSB艇の要求が行われた。その要求はおよそ以下の通り。
- 基準排水量:約950英トン
- 速力:約16ノット
- 航続距離:16ノットで約3,000カイリ
- 兵装
  - 8 cm 高角砲 1門
  - 25 mm 3連装機銃 2基
- 搭載能力
  - 戦車 2中隊程度（中戦車13台）
  - 人員 約200名
  - 航空基地用機材、設営隊用機材他 若干
- 接岸擱座揚陸を可能とする
- 南方海域を作戦地域とし、北方作戦は考慮しない
- 急速建造を徹底的に行う

## 艦型
基本計画番号J39。連合国軍側の揚陸艦艇では中型揚陸艦（LSM）に近い規模であり、LST-1級戦車揚陸艦の半分程度の排水量である。全般的な設計としては、強行輸送という用途に応じる高速性能と強兵装の一方で、戦時下における量産性への配慮がされている。

### 外観
外観は、広い前部甲板と艦後部の艦橋や艦尾の錨など、アメリカ海軍の戦車揚陸艦(LST)に類似した姿であるが、艦首の構造はLST-1級のような2枚扉の観音開き式ではなく、LCTや大発などの上陸用舟艇と同じような艦首の門扉が1枚であった。揚陸の際には門扉が前方に倒れて渡し板となり、その上を車両が走行できる構造になっている。
航行中の前方視界を確保するため、艦首門扉の上端には開口部が設けられている。
また艦首甲板上左舷側にボックスを設置し、接岸時などは乗員が常駐して艦橋と連絡を取れるようにした。

### 船体
船体は工作を容易にするため、形状に直線と平面が多用された。船体の抵抗増加が予想されたが、水槽試験によると速長比1以下では抵抗が増加するが、それ以上の高速では問題無いことがわかった。戦時標準船などに導入されつつあったブロック工法も採用され、船体は船首部、中央部、艦首部の3個のブロックに分けて建造された。各ブロックは全て溶接（浦崎造船所のみ鋲接）、ブロックの接合は鋲接で行った。このような工夫により日立造船向島工場の第1艦でも船体の工数約30,000、建造期間112日で完成した。以降工数は更に短縮され、第5艦では半減した。
艦首底面の形状は種々検討されたが、大発と同様の船体下に2本の肋材を出すものにした。肋材は溶接で船体に取り付け、また非防水構造として、損傷しても船内に影響が無いようにした。また船倉部は全て二重底として防水に努めた。擱座した時の艦首部の水深を1m程度とし、人員が飛び込んでも支障のない形状にした。
本艦型は、上陸用舟艇と異なって単独航行能力を持つ設計ではあったが、平底かつ平らな艦首の箱型船型のため、あまり航洋性は高くなかった。波の穏やかな南方の島嶼地帯での運用を想定したためで、日本近海などを航行するときには晴天時を選び、荒天時は島伝いに航行する計画であったが、実戦では硫黄島への航海など日本近海でも使用され、船体の強度不足が露呈した。このため修理工事の際などに補強工事も行われた。
船体形状から風圧側面積比が2以上と大きく、復原性能は特に充分留意した。GMを800mm程度とし、公試状態でのレンジが120度以上となった。これにより後の対空兵装の増備が比較的容易になった。

### 補給物件艤装

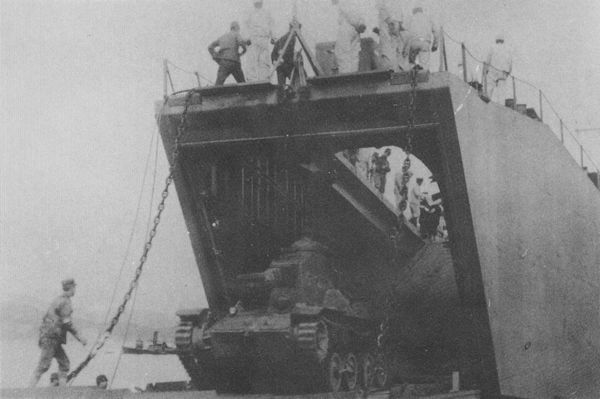
第149号の上甲板へと揚収実験のために後進する九五式軽戦車。

搭載量はディーゼル装備艦で戦車の他に人員320名、貨物26トン、タービン装備艦で人員200名、貨物22トンの計約250トン搭載可能とした。タービン装備艦はその後の船体補強などにより、人員120名、合計約220トンに減少した。搭載能力を上げるために上甲板も使用することにし、戦車の搭載スペースとしては、艦内の船倉と上甲板の2か所が用意された。各種戦車の搭載可能数は以下の通り。
| 戦車の種類   | 上甲板 | 船倉 | 計     |
| ------------ | ------ | ---- | ------ |
| 特二式内火艇 | 4      | 3    | 7      |
| 特三式内火艇 | 3      | 2    | 5      |
| 特四式内火艇 | 2から3 | 2    | 4から5 |
| 九七式中戦車 | 4      | 5    | 9      |
| 九五式軽戦車 | 8      | 6    | 14     |

船倉と艦首通路の間には傾斜した内扉が設置されており、この内扉は、上甲板の車両を艦首通路に下ろすためのスロープ兼用となっており、上甲板には内扉に対応した開口が設けられている。航海中は内扉を降ろし門扉と2重の防水壁を構成し、上甲板の開口は木板等で塞がれた。船倉内の戦車を揚陸する時には内扉を上げて船倉との通路が開かれる。門扉、内扉の上げ下ろしは揚錨機のワーピングドラムを使用して艤装の簡易化を図った。また揚錨機の故障を考慮し予備として人力装置も設置した。揚錨機等の被害で内扉を上げることが不可能になる場合を想定して、まず船倉内の戦車を揚陸、次に内扉を降ろして上甲板の戦車を揚陸する順序としていた。
陸軍の資料では戦車の登坂角度は30度となっており、内扉の表面は木板なのでその傾斜角度は23度とした。陸軍の資料は土手での値であり、実物の内扉を陸上に設置して実験してみると、表面の乾湿等の状況により場合によっては登坂出来ないことがあった。内扉表面にシュロの筵を2枚敷くことでどんな状況でも登坂出来る事が判ったが、解決には約3カ月かかった。この時には既に第1艦が艤装工事終了に近く、解決策が出なければ艦が完成しても運用が出来ない状況だったという。
門扉の形状で一番望ましいのは艦首が左右に観音開きになり導板を繰り出す形状だったが、急速建造に対応するために門扉は簡単な1枚な平板とし、それを導板と兼ねる形状にした。この形状は水の抵抗が大きくなりウォーターハンマー現象に対する強度は特に注意した。門扉のパッキンは通常のゴムでは防水が保てないため、シュロ縄で防水処理を行った。また接岸揚陸時に門扉を開くと、開口部から巻波で海水が浸入する恐れがあった。このため門扉はなるべく高い位置に設置され、船倉へ続く通路は内扉の場所で一時的に高くされた。この場合でも通路の傾斜は23度以内となるように設計された。

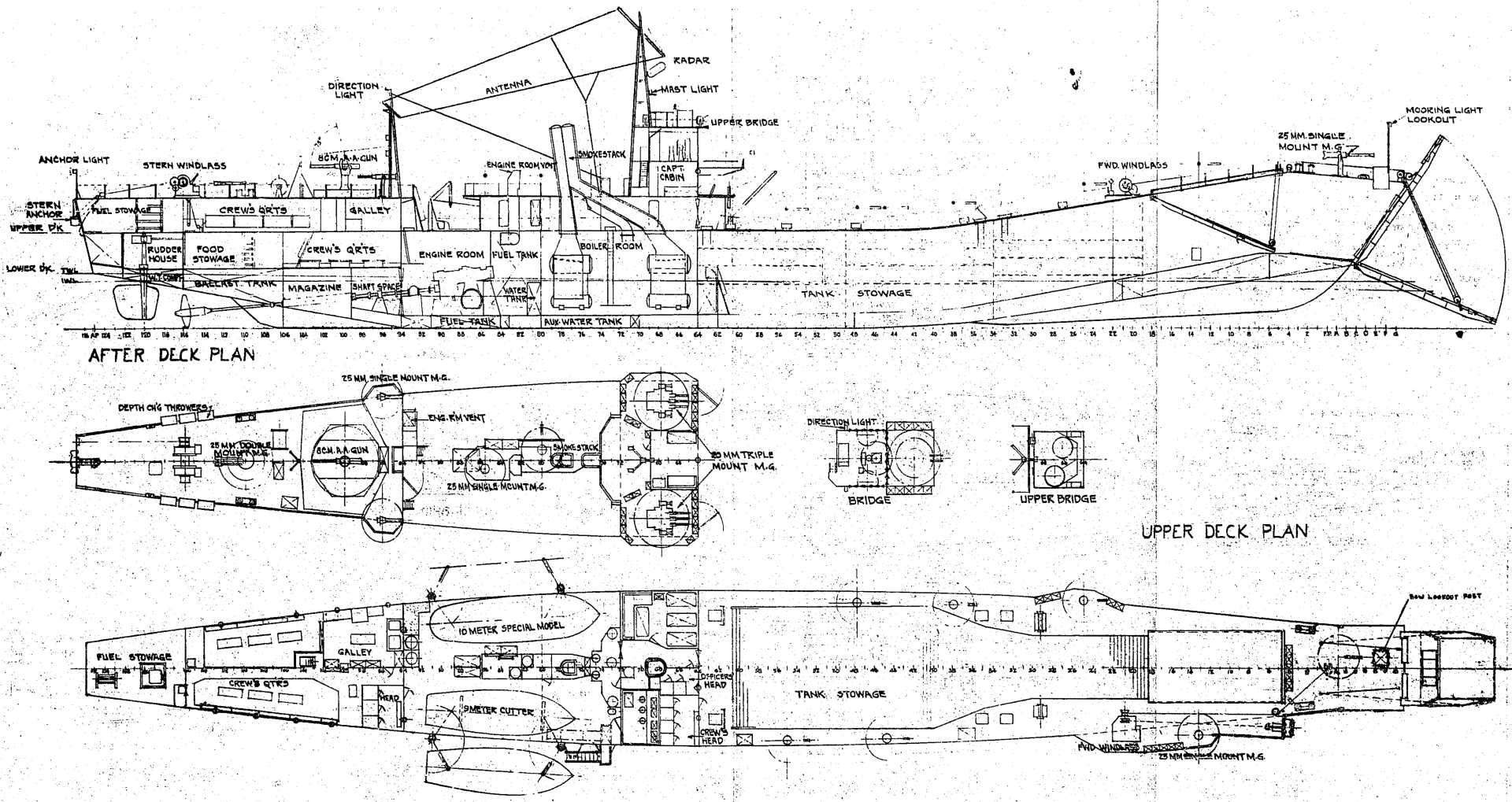
戦後に米海軍訪日技術使節団が作成した第103号型輸送艦の艦内側面図、各甲板平面図。

船倉内はなるべく平坦になるように設計された。また船倉はなるべく幅を広げて容積を確保したが、一方で舷側が被害を受けた時に一挙に浸水しないよう、両側面は舷側との間に防水区画を設けた。防水区画は横隔壁で4つに分けられ、また片舷浸水時の傾斜が大きくならないよう、一つは反対舷の防水区画と二重底で繋げてあった。防水区画の内部は戦車搭乗員や輸送人員の居住区に使用され、上甲板には昇降用ハッチが左右2個ずつ設置された。船倉との隔壁は準ガソリン・タイトとし、船倉の空気を直接外に排出するように通風トランクを設置して、船倉内での戦車のエンジン起動を可能にしていた。
陸上から戦車を揚陸する際は、艦首のバラストタンクに注水して擱座、離岸する時には艦首のそれは空に、艦尾のタンクに注水して離岸を容易にする計画とした。
また後進のみでの離岸は不充分と思われたので、2.3トン（1.2トン）の艦尾錨を設置した。接岸前（150mから200m沖)に投錨しておき、離岸時に揚貨機（ウィンチ）でワイヤを巻き上げて離岸の補助とした。この投錨は揚陸中に船体が横を向くのを防止する働きもあった。なお艦尾錨に錨鎖を使わずにワイヤとしたのは隠密性を考慮して、動作音を抑えるためだった。
搭載物資は全て艦首門扉から搬出する計画だったが、実施部隊の要求により艦橋前の上甲板に小型ハッチ2個を設け、付近に3.5トン・デリックを装備した。

### 兵装
敵の制空権下に突入しての強行輸送を想定したため、武装は充実したものとされている。計画では艦尾に8cm高角砲1門、艦橋両舷に25mm3連装機銃が各1基で、
マリアナ沖海戦後の1944年9月以降、他の軍艦と同様に機銃増備がなされた。装備状況は艦によって違いがあるが、後掲図の第141号輸送艦の例のように25mm連装機銃が艦橋前に新設された機銃台と艦尾甲板上に各1台装備され、また艦上の空いたスペースに単装機銃が11挺前後装備された。爆雷搭載の計画はなかったが、1944年4月以降に爆雷投下台を6基装備、爆雷12個を搭載した。

### 艤装
直接接岸しての揚陸を目的とした艦であるが、上陸用舟艇である10m特型運貨船（小発）も装載艇として搭載していた。これは、接岸地点掩護のための先遣要員揚陸や、前路警戒の目的で搭載されたものである。
主錨は1トンを1丁（予備に1トンをもう1丁）、錨鎖は⌀20×10節（250m）を1連、右舷にのみ装備した。揚錨機はディーゼル艦が電動式、タービン艦が蒸気式を1基装備した。
前述したように、この揚錨機は門扉や内扉の上げ下ろしにも使用された。
舵の平衡舵1枚、面積はタービン艦で4.678m2、水中側面積比はディーゼル艦で1/35.87、タービン艦で1/36.3だった。
舵取機械はディーゼル艦が電動式、タービン艦が2気筒ピストン（蒸気式）を1基装備した。タービン艦のそれは舵を大舵角から戻す時の出力が不足していた。舵の面積を小さくすれば良いが、旋回性能が悪化する。舵のバランス点を大舵角側に変更することで運用に問題無い程度に収めることができた。

### 防御
特に直接防御は有していない。ただ艦橋は14 mmDS鋼（防弾板）で構成して防御とした。またディーゼル艦の機械室舷側は外板を12 mmと厚くした。

### 機関

#### SB艇（T）

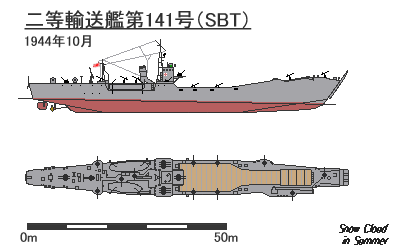
第141号輸送艦艦型図、1944年10月

機関は第二号型海防艦と全く同一の機関を採用し、タービン主機で出力2,500馬力、速力16ノットを計画した。後述のディーゼル主機装備の第百一号型と区別するため、タービン主機装備のSB艇の意味でSB艇（T）と呼ばれる。
主缶（ボイラー）は零号乙15改型ホ号艦本式缶（空気余熱器付）2基、蒸気圧力は20 kg/cm2、温度は214 ℃だった。当初重油専焼ボイラーを搭載したが、1945年1月以降に起工された艦は石炭専焼ボイラー搭載に変更された。また第147号など数隻が石炭専焼に改造された。これらの艦は煙突を延長、艦橋構造物より高い煙突になっている。
航続距離は高速時での距離が要求された。後述のディーゼル搭載艦は3,000カイリ/13.4ノット（全力）と決定したが、タービン搭載艦で16ノット（全力）時に同じ距離とすると燃料搭載量が大きくなり同一の船体に収まらなかった。急速建造の観点から別船体とすることは出来ず、往路は全力16ノットで1,000カイリ、復路は14ノットで1,700カイリで合計2,700カイリと変則的な決定となった。これは本型が半消耗品として考えられていた状況を示すものと思われる。

#### SB艇（D）

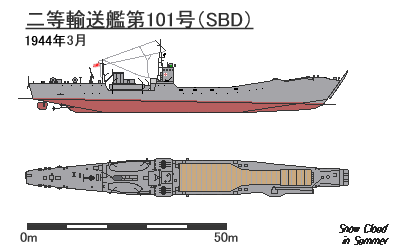
第101号輸送艦艦型図、竣工時(1944年3月)

主機を、タービン機関からディーゼル機関に変更した略同型である。二等輸送艦の初期生産分6隻について、本来のタービン機関の生産が間に合わなかったため、第一号型駆潜特務艇用などに生産されたディーゼル機関を装備した。400馬力と低出力の機関であったため主機を3基装備し、スクリュー3基の3軸推進艦となった。ディーゼル主機装備のSB艇の意味で、SB艇（D）と称した。機関変更した略同型という意味では、海防艦の丙型（ディーゼル主機）と丁型（タービン主機）の関係と類似している。
基本設計はタービン装備艦と同じであるが、機関出力低下により速力が2.6ノット低下しているほか、両舷にスクリューがあるために離岸時の操艦が困難であったといわれる。ただ燃費は大きく向上している。

## 運用と戦歴
1943年（昭和18年）秋から終戦までの間で、69隻を完成した（他に未成6隻）。計画の途中から陸海軍間での折衝の結果、機動艇（SS艇）との共用化が図られ、陸軍が資材提供を行う代わりに陸軍向けにも供給されることが決定した。これにより、後述のように35隻が陸軍へと移管されているが、うち13隻が海軍へと返還されており、最終的には合計22隻が陸軍で使用された。
海軍では、一等輸送艦とあわせて輸送専門部隊である輸送戦隊を2個編成した。フィリピン方面などでの輸送任務に投入され、その特徴を生かして戦車部隊の輸送も行っている。レイテ島の戦いでは、特二式内火艇を装備した海軍陸戦隊による逆上陸戦にも使用された。当初の計画では運用が想定されなかった波の荒い日本近海でも、補強工事を施された上で使用され、硫黄島への輸送を行うなどしている。危険な任務に多用されたため、後掲の艦歴一覧に示す通り多数が戦没した。
陸軍へは22隻が引き渡され、船舶兵が運用する機動艇（SB艇 / SB艇（T））として使用された。各1隻を装備した機動輸送中隊が運用部隊として編成された。SB艇は船舶兵にとっては不慣れなタービン機関を主機としていたため（陸軍開発のSS艇はディーゼル機関）、運用は難航したと言われる。
終戦時に航行可能な艦は特別輸送艦（復員輸送艦）となり復員輸送に従事した後、賠償艦として引き渡されるか、解体された。戦後、特別輸送艦の指定を受けた艦は「輸第何号」と改称のうえ復員輸送に従事した。

## 同型艦
- 仮称艦名も本来は漢数字であるが、ここでは省略してアラビア数字で表記する。
- 注は * の付いた艦は第101号型（ディーゼル主機艦）、無印は第103号型（タービン主機艦）。またアルファベットはそれぞれ、a. 起工済未成艦、b. 竣工後雑役船へ編入、c. 特設輸送艦籍のまま除籍、d. 命名前または命名後陸軍へ配当、e. 陸軍への配当後海軍へ移管。
- 建造所は大阪=大阪造船所、川南浦崎=川南工業浦崎造船所、佐世保=佐世保海軍工廠、日立向島日立造船向島造船所、佐野安=佐野安船渠。
- 所管、本籍は横須賀=横須賀鎮守府、呉=呉鎮守府、佐世保=佐世保鎮守府。

| 仮称艦名                | 艦名(艇名、船名)                                                   | 注 | 建造所       | 起工            | 進水            | 竣工            | その後 |
| ----------------------- | ------------------------------------------------------------------ | -- | ------------ | --------------- | --------------- | --------------- | --- |
| 第1501号艦              | 第百一号特設輸送艦 →第百一号輸送艦                                 | *  | 大阪         | 1943年 12月1日  | 1944年 1月25日  | 1944年 3月8日   | 1944年2月5日所管を呉と仮定。 3月8日呉所管となる。 9月5日所管を解かれ改名、艦艇籍に編入、本籍呉。 10月31日喪失、航空機(パナイ島北東沖)大破、 キャビテに曳航し処分。12月10日除籍。 |
| 第1502号艦              | 第百二号特設輸送艦 →第百二号輸送艦                                 | *  | 大阪         | 1943年 12月15日 | 1944年 2月8日   | 1944年 3月15日  | 1944年2月5日所管を呉と仮定。 3月15日呉所管となる。 9月5日所管を解かれ改名、艦艇籍に編入、本籍呉。 10月26日喪失、航空機(ギマラス海峡北口)。 12月10日除籍。 |
| 第1503号艦              | 第百三号特設輸送艦                                                 | c  | 大阪         | 1944年 1月28日  | 1944年 3月9日   | 1944年 4月30日  | 1944年2月5日所管を呉と仮定。 4月30日呉所管となる。 7月4日喪失、航空機(小笠原父島沖)。 9月5日解所管。 |
| 第1504号艦              | 第百四号特設輸送艦 →第百四号輸送艦                                 |    | 大阪         | 1944年 2月12日  | 1944年 3月25日  | 1944年 5月25日  | 1944年2月5日所管を呉と仮定。 5月25日呉所管となる。 9月5日所管を解かれ改名、艦艇籍に編入、本籍呉。 12月12日喪失、米潜「ピンタド」(東沙諸島)。 1945年2月10日除籍。 |
| 第1505号艦              | 第百五号特設輸送艦 →第百五号輸送艦                                 |    | 大阪         | 1944年 3月12日  | 1944年 4月12日  | 1944年 6月15日  | 1944年2月5日所管を呉と仮定。 6月15日呉所管となる。 9月5日所管を解かれ改名、艦艇籍に編入、本籍呉。 10月11日喪失、米潜「トレパン」(静岡県遠州灘)。 12月10日除籍。 |
| 第1506号艦              | 第百六号特設輸送艦 (→機動第一〇一号艇 (初代)) →第百六号輸送艦      | de | 大阪         | 1944年 3月28日  | 1944年 4月25日  | 1944年 6月30日  | 1944年2月5日所管を呉と仮定。 6月1日仮定の所管を解かれ陸軍に配分。 9月5日海軍に移管され改名、艦艇籍に編入、本籍横須賀。 第2輸送隊を編制。 12月15日喪失、航空機(ルソン島リンガエン湾)。 1945年2月10日除籍。 |
| 第1507号艦              | 第百七号特設輸送艦 (→不詳) →第百七号輸送艦                         | de | 大阪         | 1944年 4月15日  | 1944年 5月21日  | 1944年 7月20日  | 1944年2月5日所管を呉と仮定。 6月1日仮定の所管を解かれ陸軍に配分。 9月5日海軍に移管され改名、艦艇籍に編入、本籍横須賀。 第2輸送隊を編制。 1945年1月5日喪失、交戦(小笠原母島西岸)。 1945年3月10日艦艇類別表から削除、除籍。 |
| 第1508号艦              | 第百八号特設輸送艦 (→不詳) →第百八号輸送艦                         | de | 大阪         | 1944年 4月28日  | 1944年 5月25日  | 1944年 7月31日  | 1944年2月5日所管を呉と仮定。 6月1日仮定の所管を解かれ陸軍に配分。 9月5日海軍に移管され改名、艦艇籍に編入、本籍横須賀。 第2輸送隊を編制。 終戦時香港で小破状態。1947年5月3日除籍。 10月17日シンガポールで英国へ引き渡し。 |
| 第1509号艦              | 第百九号特設輸送艦 (→不詳)                                         | d  | 大阪         | 1944年 5月15日  | 1944年 6月10日  | 1944年 8月15日  | 1944年2月5日所管を呉と仮定。 6月1日仮定の所管を解かれ陸軍に配分。 以後不詳。 |
| 第1510号艦              | 第百十号特設輸送艦 (→不詳) →第百十号輸送艦 →輸第百十号             | de | 大阪         | 1944年 5月28日  | 1944年 6月23日  | 1944年 9月5日   | 1944年2月5日所管を呉と仮定。 6月1日仮定の所管を解かれ陸軍に配分。 9月5日海軍に移管され改名、艦艇籍に編入、本籍横須賀。 第2輸送隊を編制。 横須賀で終戦。1945年9月15日除籍。 12月1日復員輸送艦となり12月10日改名。 1947年10月17日除籍され、シンガポールで英国へ引き渡し。 同地で解体と言われる。                                                               |
| 第1511号艦              | 第百十一号特設輸送艦 (→不詳) →第百十一号輸送艦                     | de | 大阪         | 1944年 6月13日  | 1944年 7月10日  | 1944年 9月15日  | 1944年2月5日所管を呉と仮定。 6月1日仮定の所管を解かれ陸軍に配分。 9月5日海軍に移管され改名、艦艇籍に編入、本籍呉と仮定。 11月24日喪失、航空機(フィリピン・マスバテ島)。 1945年1月10日除籍。 |
| 第1512号艦              | 第百十二号特設輸送艦 (→不詳) →第百十二号輸送艦                     | de | 大阪         | 1944年 6月26日  | 1944年 7月22日  | 1944年 10月5日  | 1944年2月5日所管を呉と仮定。 6月1日仮定の所管を解かれ陸軍に配分。 9月5日海軍に移管され改名、艦艇籍に編入、本籍呉と仮定。 11月5日喪失、座礁(ルソン島西岸)。 1945年1月10日除籍。 |
| 第1513号艦              | 第百十三号特設輸送艦 (→不詳) →第百十三号輸送艦                     | de | 大阪         | 1944年 7月13日  | 1944年 8月8日   | 1944年 10月15日 | 1944年2月5日所管を呉と仮定。 6月1日仮定の所管を解かれ陸軍に配分。 9月5日海軍に移管され改名、艦艇籍に編入、本籍呉と仮定。 10月15日本籍呉。 11月25日喪失、航空機(ルソン島西岸サンタクルーズ)。 1945年1月10日除籍。 |
| 第1514号艦              | 第百十四号特設輸送艦 (→不詳) →第百十四号輸送艦                     | de | 大阪         | 1944年 7月25日  | 1944年 8月20日  | 1944年 10月30日 | 1944年2月5日所管を呉と仮定。 6月1日仮定の所管を解かれ陸軍に配分。 9月5日海軍に移管され改名、艦艇籍に編入、本籍呉と仮定。 10月30日本籍呉。 1945年2月17日喪失、航空機(台湾・台南沖)。 4月10日除籍。 |
| 第1515号艦              | 第百十五号特設輸送艦 (→不詳) →第百十五号輸送艦                     | de | 大阪         | 1944年 8月12日  | 1944年 9月7日   | 1944年 11月13日 | 1944年2月5日所管を呉と仮定。 6月1日仮定の所管を解かれ陸軍に配分。 9月5日海軍に移管され改名、艦艇籍に編入、本籍呉と仮定。 11月13日本籍呉。 1945年2月17日、カミング島で座礁。 9月15日除籍。 |
| 第1516号艦              | 第百十六号特設輸送艦 (→機動第一〇三号艇)                           | d  | 大阪         | 1944年 8月23日  | 1944年 9月28日  | 1944年 11月24日 | 1944年2月5日所管を呉と仮定。 6月1日仮定の所管を解かれ陸軍に配分。 終戦時残存。1947年8月1日解体。 |
| 第1517号艦              | 第百十七号特設輸送艦 (→不詳)                                       | d  | 大阪         | 1944年 9月10日  | 1944年 10月17日 | 1944年 12月22日 | 1944年2月5日所管を呉と仮定。 6月1日仮定の所管を解かれ陸軍に配分。 以後不詳。 |
| 第1518号艦              | 第百十八号特設輸送艦 (→不詳)                                       | d  | 大阪         | 1944年 10月1日  | 1944年 10月31日 | 1944年 12月30日 | 1944年2月5日所管を呉と仮定。 6月1日仮定の所管を解かれ陸軍に配分。 以後不詳。 |
| 第1519号艦              | 第百十九号特設輸送艦 (→不詳)                                       | d  | 大阪         | 1944年 10月20日 | 1944年 11月16日 | 1945年 1月16日  | 1944年2月5日所管を呉と仮定。 6月1日仮定の所管を解かれ陸軍に配分。 以後不詳。 |
| 第1520号艦              | 第百二十号特設輸送艦 (→不詳)                                       | d  | 大阪         | 1944年 11月4日  | 1944年 11月29日 | 1945年 2月5日   | 1944年2月5日所管を呉と仮定。 6月1日仮定の所管を解かれ陸軍に配分。 以後不詳。 |
| 第1521号艦              | 第百二十一号特設輸送艦 (→不詳)                                     | d  | 大阪         | 1944年 11月19日 | 1944年 12月30日 | 1945年 2月20日  | 1944年2月5日所管を呉と仮定。 6月1日仮定の所管を解かれ陸軍に配分。 以後不詳。 |
| 第1522号艦              | 第百二十二号特設輸送艦 (→不詳)                                     | d  | 大阪         | 1944年 12月2日  | 1945年 1月27日  | 1945年 3月22日  | 1944年2月5日所管を呉と仮定。 6月1日仮定の所管を解かれ陸軍に配分。 以後不詳。 |
| 第1523号艦              | 第百二十三号特設輸送艦 (→不詳)                                     | d  | 大阪         | 1944年 12月24日 | 1945年 2月13日  | 1945年 3月22日  | 1944年2月5日所管を呉と仮定。 6月1日仮定の所管を解かれ陸軍に配分。 以後不詳。 |
| 第1524号艦              | 第百二十四号特設輸送艦 (→不詳)                                     | d  | 大阪         | 1945年 1月30日  | 1945年 3月2日   | 1945年 5月8日   | 1944年6月1日仮定の所管を解かれ陸軍に配分。 以後不詳。 |
| 第1525号艦              | 第百二十五号特設輸送艦 (→不詳)                                     | ad | 大阪 →佐野安 | 1945年 2月13日  | 1945年 4月10日  |                 | 1944年2月5日所管を呉と仮定。 6月1日仮定の所管を解かれ陸軍に配分。 終戦時未成。 |
| 第1526号艦              | 第百二十六号特設輸送艦 (→不詳)                                     | ad | 大阪         | 1945年 3月3日   | 1945年 8月11日  |                 | 1944年2月5日所管を呉と仮定。 6月1日仮定の所管を解かれ陸軍に配分。 終戦時未成。 |
| 第1527号艦              | 第百二十七号特設輸送艦 →第百二十七号輸送艦                         | *  | 川南 浦崎    | 1943年 10月21日 | 1944年 1月13日  | 1944年 2月24日  | 1944年2月5日所管を佐世保と仮定。 2月24日佐世保所管となる。 9月5日所管を解かれ改名、艦艇籍に編入、本籍佐世保。 9月24日喪失、航空機(ルソン島付近)。 11月10日除籍。 |
| 第1528号艦              | 第百二十八号特設輸送艦                                             | *c | 川南 浦崎    | 1943年 11月10日 | 1944年 2月10日  | 1944年 3月18日  | 1944年2月5日所管を佐世保と仮定。 3月18日佐世保所管となる。 6月4日喪失、航空機(モロタイ島付近)。 8月10日解所管。 |
| 第1529号艦              | 第百二十九号特設輸送艦 →第百二十九号輸送艦                         |    | 川南 浦崎    | 1943年 12月10日 | 1944年 2月25日  | 1944年 5月12日  | 1944年2月5日所管を佐世保と仮定。 5月12日佐世保所管となる。 8月14日喪失、米潜「コッド」(バンダ海)。 9月5日所管を解かれ改名、艦艇籍に編入、本籍佐世保。 10月10日除籍。 |
| 第1530号艦              | 第百三十号特設輸送艦                                               | c  | 川南 浦崎    | 1944年 1月20日  | 1944年 4月5日   | 1944年 6月3日   | 1944年2月5日所管を佐世保と仮定。 6月3日佐世保所管となる。 7月4日喪失、航空機(硫黄島付近)。 9月5日解所管。 |
| 第1531号艦              | 第百三十一号特設輸送艦 →第百三十一号輸送艦 (→第一黒潮)             | b  | 川南 浦崎    | 1944年 2月5日   | 1944年 4月23日  | 1944年 6月24日  | 1944年2月5日所管を佐世保と仮定。 6月24日佐世保所管となる。 9月5日所管を解かれ改名、艦艇籍に編入、本籍佐世保。 1945年1月12日、航空機(サイゴン付近)被爆延焼。 2月10日除籍、雑役船(交通船)第一黒潮となる。 7月27日喪失、米潜(マラッカ海峡)。 |
| 第1532号艦              | 第百三十二号特設輸送艦 →第百三十二号輸送艦                         |    | 川南 浦崎    | 1944年 2月25日  | 1944年 5月5日   | 1944年 7月10日  | 1944年2月5日所管を佐世保と仮定。 7月10日佐世保所管となる。 9月5日所管を解かれ改名、艦艇籍に編入、本籍佐世保。 12月27日喪失、交戦(硫黄島)。 1945年3月10日艦艇類別等級表から削除、除籍。 |
| 第1533号艦              | 第百三十三号特設輸送艦 →第百三十三号輸送艦                         |    | 佐世保       | 1944年 4月10日  | 1944年 6月7日   | 1944年 7月4日   | 1944年2月5日所管を佐世保と仮定。 6月7日佐世保所管となる。 8月4日喪失、スカベンジャー作戦の航空機(硫黄島)。 9月5日所管を解かれ改名、艦艇籍に編入、本籍佐世保。 10月10日除籍。 |
| 第1534号艦              | 第百三十四号特設輸送艦 →第百三十四号輸送艦                         |    | 川南 浦崎    | 1944年 4月10日  | 1944年 6月15日  | 1945年 7月15日  | 1944年2月5日所管を佐世保と仮定。 7月15日佐世保所管となる。 9月5日所管を解かれ改名、艦艇籍に編入、本籍佐世保。 10月4日、暴風雨により擱座(硫黄島)。 11月10日除籍。 |
| 第1535号艦              | 第百三十五号特設輸送艦 →第百三十五号輸送艦                         |    | 川南 浦崎    | 1944年 4月28日  | 1944年 6月26日  | 1944年 7月25日  | 1944年2月5日所管を佐世保と仮定。 7月25日佐世保所管となる。 9月5日所管を解かれ改名、艦艇籍に編入、本籍佐世保。 10月18日喪失、航空機(フィリピン・ラポッグ湾)。 1945年5月10日除籍。 |
| 第1536号艦              | 第百三十六号特設輸送艦 →第百三十六号輸送艦                         |    | 川南 浦崎    | 1944年 5月10日  | 1944年 7月15日  | 1944年 8月20日  | 1944年2月5日所管を佐世保と仮定。 8月20日佐世保所管となる。 9月5日所管を解かれ改名、艦艇籍に編入、本籍佐世保。 10月18日喪失、航空機(フィリピン・ラポッグ湾)。 1945年5月10日除籍。 |
| 第1537号艦              | 第百三十七号特設輸送艦 →第百三十七号輸送艦 →輸第百三十七号         |    | 川南 浦崎    | 1944年 6月1日   | 1944年 7月20日  | 1944年 8月28日  | 1944年2月5日所管を佐世保と仮定。 8月30日佐世保所管となる。 9月5日所管を解かれ改名、艦艇籍に編入、本籍佐世保。 佐世保で終戦。1945年11月20日除籍。 12月1日復員輸送艦となり12月10日改名。 1947年10月3日除籍され、ナホトカでソ連に引き渡し。 |
| 第1538号艦              | 第百三十八号特設輸送艦 →第百三十八号輸送艦                         |    | 川南 浦崎    | 1944年 6月18日  | 1944年 8月3日   | 1944年 9月4日   | 1944年2月5日所管を佐世保と仮定。 9月4日佐世保所管となる。 9月5日所管を解かれ改名、艦艇籍に編入、本籍佐世保。 10月27日喪失、米潜「キングフィッシュ」(硫黄島北西)。 12月10日除籍。 |
| 第1539号艦              | 第百三十九号特設輸送艦 →第百三十九号輸送艦                         |    | 川南 浦崎    | 1944年 7月5日   | 1944年 8月18日  | 1944年 9月25日  | 1944年2月5日所管を佐世保と仮定。 9月5日仮定の所管を解かれ改名、艦艇籍に編入、本籍佐世保と仮定。 9月25日本籍佐世保。 11月12日喪失、航空機(ルソン島西岸)。 1945年3月10日艦艇類別等級表から削除、除籍。 |
| 第1540号艦              | 第百四十号特設輸送艦 →第百四十号輸送艦                             |    | 佐世保       | 1944年 7月26日  | 1944年 9月16日  | 1944年 10月14日 | 1944年2月5日所管を佐世保と仮定。 9月5日仮定の所管を解かれ改名、艦艇籍に編入、本籍佐世保と仮定。 10月14日本籍佐世保。 1945年1月12日喪失、航空機(仏印サンジャック)。 3月10日艦艇類別等級表から削除、除籍。 |
| 第1541号艦              | 第百四十一号特設輸送艦 →第百四十一号輸送艦                         |    | 佐世保       | 1944年 7月29日  | 1944年 9月16日  | 1944年 10月19日 | 1944年2月5日所管を佐世保と仮定。 9月5日仮定の所管を解かれ改名、艦艇籍に編入、本籍佐世保と仮定。 10月19日本籍佐世保。 11月24日喪失、航空機(マスバテ島)。 1945年1月10日除籍。 |
| 第1542号艦              | 第百四十二号特設輸送艦 →第百四十二号輸送艦                         |    | 川南 浦崎    | 1944年 8月1日   | 1944年 9月20日  | 1944年 11月2日  | 1944年2月5日所管を佐世保と仮定。 9月5日仮定の所管を解かれ改名、艦艇籍に編入、本籍佐世保と仮定。 11月2日本籍佐世保。 11月25日喪失、航空機(ルソン島西岸サンタクルーズ)。 1945年1月10日除籍。 |
| 第1543号艦              | 第百四十三号特設輸送艦 →第百四十三号輸送艦                         |    | 川南 浦崎    | 1944年 8月14日  | 1944年 10月3日  | 1944年 11月25日 | 1944年2月5日所管を佐世保と仮定。 9月5日仮定の所管を解かれ改名、艦艇籍に編入、本籍佐世保と仮定。 11月25日本籍佐世保。 1945年2月8日、座礁(澎湖島)。 3月22日座礁中に敵機が墜落、炎上大破。5月10日除籍。 |
| 第1544号艦              | 第百四十四号特設輸送艦 →第百四十四号輸送艦                         |    | 川南 浦崎    | 1944年 8月20日  | 1944年 10月20日 | 1944年 12月1日  | 1944年2月5日所管を佐世保と仮定。 9月5日仮定の所管を解かれ改名、艦艇籍に編入、本籍佐世保と仮定。 上海で終戦、中国に接収。1945年10月5日除籍。 |
| 第1545号艦              | 第百四十五号特設輸送艦 (→不詳) →第百四十五号輸送艦                 | de | 川南 浦崎    | 1944年 9月5日   | 1944年 11月15日 | 1944年 12月16日 | 1944年2月5日所管を佐世保と仮定。 9月5日仮定の所管を解かれ命名廃止、陸軍に配分。 1945年1月25日海軍に移管、改名、第101号型に類別、本籍横須賀、第2輸送隊に編入。 3月25日第31輸送隊を編成。 4月4日奄美大島で座礁大破。9月15日除籍。 |
| 第1546号艦              | 第百四十六号特設輸送艦 (→不詳) →第百四十六号輸送艦                 | de | 川南 浦崎    | 1944年 9月24日  | 1944年 11月30日 | 1944年 12月30日 | 1944年2月5日所管を佐世保と仮定。 9月5日仮定の所管を解かれ命名廃止、陸軍に配分。 1945年1月25日海軍に移管、改名、第101号型に類別、本籍横須賀、第2輸送隊に編入。 3月25日第31輸送隊を編成。 4月28日喪失、米潜「トレパン」(五島列島南方)。 5月25日除籍。 |
| 第1547号艦              | 第百四十七号特設輸送艦 (→不詳) →第百四十七号輸送艦 →輸第百四十七号 | de | 川南 浦崎    | 1944年 10月6日  | 1944年 12月15日 | 1945年 1月25日  | 1944年2月5日所管を佐世保と仮定。 9月5日仮定の所管を解かれ命名廃止、陸軍に配分。 1945年1月25日海軍に移管、改名、第101号型に類別、本籍横須賀、第2輸送隊に編入。 横須賀で終戦。9月15日除籍。 12月1日復員輸送艦となり12月10日改名。 1947年11月13日除籍され、米国に引き渡し。 1948年2月から3月31日までに因島で解体。                                              |
| 第1548号艦              | 第百四十八号特設輸送艦 (→機動第一一三号艇)                         | d  | 川南 浦崎    | 1944年 10月25日 | 1944年 12月29日 | 1945年 1月31日  | 1944年2月5日所管を佐世保と仮定。 9月5日仮定の所管を解かれ命名廃止、陸軍に配分。 1945年7月28日喪失、航空機(因島)。 |
| 第1549号艦              | 第百四十九号特設輸送艦 →第百四十九号輸送艦 (→第二黒潮)             | *b | 日立 向島    | 1943年 11月1日  | 1943年 12月25日 | 1944年 2月20日  | 1944年2月5日所管を呉と仮定。 2月20日呉所管となる。 9月5日所管を解かれ改名、艦艇籍に編入、本籍呉。 1945年1月12日、航空機(サンジャック)被爆延焼。 2月10日除籍、雑役船(交通船)第二黒潮となる。 6月1日喪失、米潜(スマトラ島)。 |
| 第1550号艦              | 第百五十号特設輸送艦                                               | *c | 日立 向島    | 1943年 12月28日 | 1944年 1月27日  | 1944年 3月10日  | 1944年2月5日所管を呉と仮定。 7月26日喪失、航空機(パラオ近海)。 9月5日解所管。 |
| 第1551号艦              | 第百五十一号特設輸送艦 →第百五十一号輸送艦                         |    | 日立 向島    | 1944年 1月29日  | 1944年 2月27日  | 1944年 4月23日  | 1944年2月5日所管を呉と仮定。 4月23日呉所管となる。 9月5日所管を解かれ改名、艦艇籍に編入、本籍呉。 12月23日喪失、米潜「ベスゴ」(パラワン島北方)。 1945年3月10日艦艇類別等級表から削除、除籍。 |
| 第1552号艦              | 第百五十二号特設輸送艦 →第百五十二号輸送艦                         |    | 日立 向島    | 1944年 2月29日  | 1944年 3月24日  | 1944年 5月25日  | 1944年2月5日所管を呉と仮定。 5月25日呉所管となる。 8月4日喪失、スカベンジャー作戦の航空機(硫黄島)。 9月5日所管を解かれ改名、艦艇籍に編入、本籍呉。 10月10日除籍。 |
| 第1553号艦              | 第百五十三号特設輸送艦 →第百五十三号輸送艦                         |    | 日立 向島    | 1944年 2月15日  | 1944年 4月8日   | 1944年 6月15日  | 1944年2月5日所管を呉と仮定。 6月15日呉所管となる。 9月5日所管を解かれ改名、艦艇籍に編入、本籍呉。 呉で終戦、触雷で航行不能状態。 1945年11月20日除籍。1948年解体。 |
| 第1554号艦              | 第百五十四号特設輸送艦 (→不詳) →第百五十四号輸送艦                 | de | 日立 向島    | 1944年 3月26日  | 1944年 4月23日  | 1944年 7月5日   | 1944年2月5日所管を呉と仮定。 6月1日仮定の所管を解かれ陸軍に配分。 9月5日海軍に移管され改名、艦艇籍に編入、本籍横須賀。 第2輸送隊を編制。 1945年1月5日喪失、交戦(硫黄島)。3月10日艦艇類別等級表から削除、除籍。 |
| 第1555号艦              | 第百五十五号特設輸送艦 (→不詳)                                     | d  | 日立 向島    | 1944年 4月10日  | 1944年 5月10日  | 1944年 7月19日  | 1944年2月5日所管を呉と仮定。 6月1日仮定の所管を解かれ陸軍に配分。 以後不詳。 |
| 第1556号艦              | 第百五十六号特設輸送艦 (→不詳)                                     | d  | 日立 向島    | 1944年 4月25日  | 1944年 5月22日  | 1944年 8月5日   | 1944年2月5日所管を呉と仮定。 6月1日仮定の所管を解かれ陸軍に配分。 以後不詳。 |
| 第1557号艦              | 第百五十七号特設輸送艦 →第百五十七号輸送艦                         |    | 日立 向島    | 1944年 5月12日  | 1944年 9月6日？ | 1944年 8月19日  | 1944年2月5日所管を呉と仮定。 8月19日呉所管となる。 9月5日所管を解かれ改名、艦艇籍に編入、本籍呉。 12月24日喪失、交戦(硫黄島)。 1945年3月10日艦艇類別等級表から削除、除籍。 |
| 第1558号艦              | 第百五十八号特設輸送艦 →第百五十八号輸送艦                         |    | 日立 向島    | 1944年 5月24日  | 1944年 6月23日  | 1944年 9月4日   | 1944年2月5日所管を呉と仮定。 9月4日呉所管となる。 9月5日所管を解かれ改名、艦艇籍に編入、本籍呉。 10月10日喪失、十・十空襲の航空機(那覇)。 12月10日除籍。 |
| 第1559号艦              | 第百五十九号特設輸送艦 →第百五十九号輸送艦                         |    | 日立 向島    | 1944年 6月10日  | 1944年 7月8日   | 1944年 9月16日  | 1944年2月5日所管を呉と仮定。 9月5日仮定の所管を解かれ改名、艦艇籍に編入、本籍呉と仮定。 9月16日本籍呉。 12月12日喪失、陸上からの砲撃(オルモック)。 1945年2月10日除籍。 |
| 第1560号艦              | 第百六十号特設輸送艦 →第百六十号輸送艦                             |    | 日立 向島    | 1944年 7月1日   | 1944年 8月8日   | 1944年 9月30日  | 1944年2月5日所管を呉と仮定。 9月5日仮定の所管を解かれ改名、艦艇籍に編入、本籍呉と仮定。 11月24日喪失、航空機(マスバテ島)。 1945年5月10日除籍。 |
| 第1561号艦              | 第百六十一号特設輸送艦 →第百六十一号輸送艦                         |    | 日立 向島    | 1944年 7月9日   | 1944年 8月22日  | 1944年 10月14日 | 1944年2月5日所管を呉と仮定。 9月5日仮定の所管を解かれ改名、艦艇籍に編入、本籍呉と仮定。 10月14日本籍呉。 11月25日喪失、航空機(ラングーン南方)。 1945年1月10日除籍。 |
| 第1562号艦              | 第百六十二号特設輸送艦 (→機動第一〇一号艇 (2代))                   | d  | 日立 向島    | 1944年 8月10日  | 1944年 9月5日   | 1944年 10月23日 | 1944年2月5日所管を呉と仮定。 9月5日仮定の所管を解かれ命名廃止、陸軍に配分。 終戦時残存。1948年4月解体。 |
| 第1563号艦              | 第百六十三号特設輸送艦 (→機動第一〇二号艇 (2代))                   | d  | 日立 向島    | 1944年 8月24日  | 1944年 9月20日  | 1944年 10月31日 | 1944年2月5日所管を呉と仮定。 9月5日仮定の所管を解かれ命名廃止、陸軍に配分。 門司で終戦。その後台風により門司市白野江海岸に擱坐。 |
| 第1564号艦              | 第百六十四号輸送艦                                                 | a  | 大阪         | 1945年 4月11日  |                 |                 | 1945年6月7日命名、第101号型に類別。 その後工事中止、解体。 |
| 第1565号艦              | 第百六十五号輸送艦                                                 | a  | 大阪         | 1945年 4月28日  |                 |                 | 1945年6月7日命名、第101号型に類別。 その後工事中止、解体。 |
| 第1564号艦 - 第1571号艦 |                                                                    |    |              |                 |                 |                 | 6隻。いずれも建造取り止め。 |
| 第1572号艦              | 第百七十二号輸送艦 →輸第百七十二号                                 |    | 川南 浦崎    | 1944年 11月24日 | 1945年 1月27日  | 1945年 3月10日  | 1945年2月28日命名、第101号型に類別。 3月10日本籍佐世保、第2輸送隊に編入。 佐世保で終戦。9月15日除籍。 12月1日復員輸送艦となり12月20日改名。 1947年10月3日除籍され、青島で中国に引き渡し。 Lui Shan (AP-308) と改名。1955年除籍。 |
| 第1573号艦              | 第百七十三号輸送艦                                                 |    | 川南 浦崎    | 1944年 12月8日  | 1945年 2月15日  | 1945年 4月1日   | 1945年2月28日命名、第101号型に類別。 3月10日本籍を佐世保と仮定。 4月1日本籍佐世保。 5月22日喪失、航空機(トカラ列島)。8月10日除籍。 |
| 第1574号艦              | 第百七十四号輸送艦 →輸第百七十四号                                 |    | 川南 浦崎    | 1945年 1月3日   | 1945年 3月15日  | 1945年 7月14日  | 1945年3月5日命名、第101号型に類別、本籍を佐世保と仮定。 7月14日本籍佐世保。 佐世保で終戦。11月20日除籍。 1946年2月10日復員輸送艦となり改名。主機械損傷により航行不能であったが主缶と発電機などの主要補機は使用可能であったため、博多港において定係工作艦（他の復員輸送艦に対する修理・整備を行う）として使用。 1947年4月10日除籍。1948年主機損傷のため解体。 |
| 第1575号艦              | 第百七十五号輸送艦                                                 | a  | 川南 浦崎    | 1945年 2月2日   | 1945年 4月11日  |                 | 1945年3月5日命名、第101号型に類別、本籍を佐世保と仮定。 4月11日工事中止。9月15日台風で着底(浦崎沖)。 11月20日除籍(削除)。1948年10月1日解体。 |
| 第1576号艦              | 第百七十六号輸送艦                                                 | a  | 川南 浦崎    | 1945年 2月22日  | 1945年 6月25日  |                 | 1945年4月5日命名、第101号型に類別、本籍を佐世保と仮定。 6月25日工事中止。11月20日除籍(削除)。その後解体。 |
| 第1577号艦 - 第1583号艦 |                                                                    |    |              |                 |                 |                 | 7隻。いずれも建造取り止め。 |
| 第1584号艦              | (不詳)                                                             | d  | 日立 向島    | 1944年 9月7日   | 1944年 10月5日  | 1944年 11月30日 | 陸軍機動艇として竣工。以後不詳。 |
| 第1585号艦              | (不詳)                                                             | d  | 日立 向島    | 1944年 9月22日  | 1944年 10月20日 | 1944年 12月10日 | 陸軍機動艇として竣工。以後不詳。 |
| 第1586号艦              | (機動第一一一号艇)                                                 | d  | 日立 向島    | 1944年 10月7日  | 1944年 11月6日  | 1944年 12月24日 | 陸軍機動艇として竣工。宮津で終戦。 |
| 第1587号艦              | (機動第一一四号艇)                                                 | d  | 日立 向島    | 1944年 10月23日 | 1944年 11月18日 | 1945年 1月13日  | 陸軍機動艇として竣工。終戦時残存。 1947年1月6日復員輸送艦。4月10日除籍。 1948年5月解体。 |
| 第1588号艦              | (不詳)                                                             | d  | 日立 向島    | 1944年 11月6日  | 1944年 12月6日  | 1945年 1月29日  | 陸軍機動艇として竣工。以後不詳。 |
| 第1589号艦 - 第1603号艦 |                                                                    |    |              |                 |                 |                 | 15隻。いずれも建造取り止め。 |

## ギャラリー

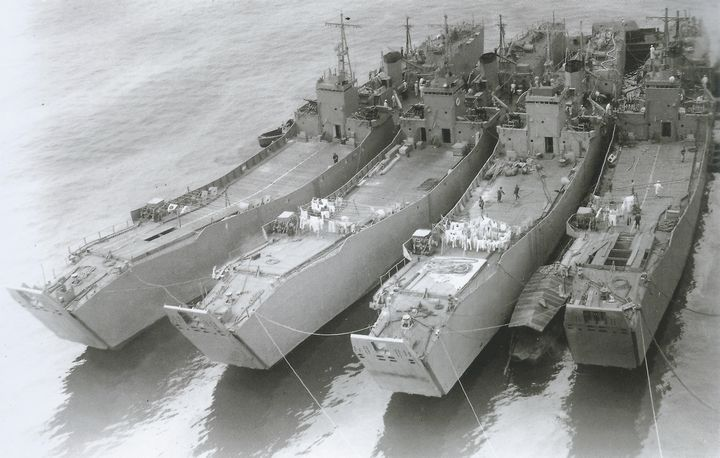
集結したSB艇(D)。左から第150号、第101号、第127号、第149号輸送艦[151]。
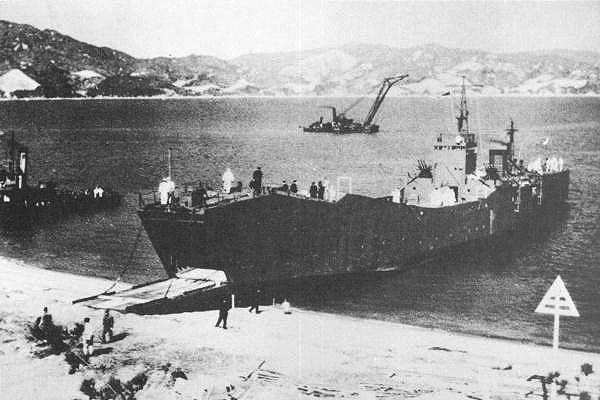
倉橋島大迫海岸に接岸し能力試験をする第149号輸送艦[152]。
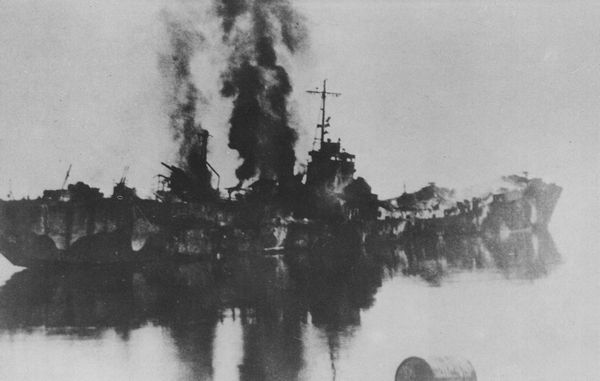
陸上からの砲撃によりオルモック湾で大破した第159号輸送艦[153]。
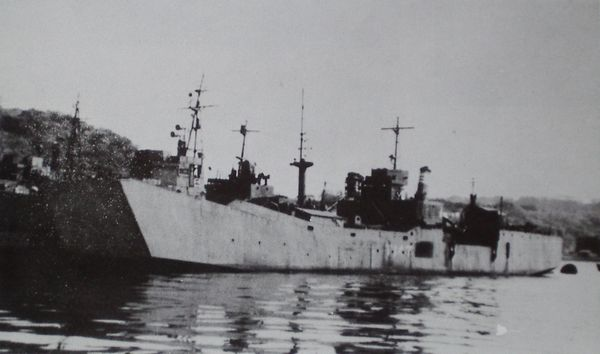
1946年12月16日、横須賀港に停泊する第147号輸送艦[154]。
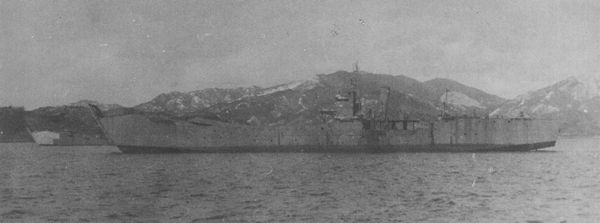
日本陸軍の機動第101号艇(1947年2月17日、広島湾)[153]。